# جوناثان سوازو
جوناثان سوازو (بالإسبانية: Jonathan Suazo)‏ هو لاعب كرة قدم ومدرب كرة قدم تشيلي، ولد في 17 نوفمبر 1989 في كابريرو في تشيلي. لعب مع يونيون لا كاليرا.

## وصلات خارجية
- جوناثان سوازو على موقع قاعدة بيانات كرة القدم.إي يو (الإنجليزية)
- جوناثان سوازو على موقع Soccerway.com (الإنجليزية)
- جوناثان سوازو على موقع AS.com (الإسبانية)